# Зета-варіант SARS-CoV-2
Зета-варіант, також відомий як лінія P.2,, є варіантом SARS-CoV-2, вірусу, що викликає COVID-19. Вперше він був виявлений в штаті Ріо-де-Жанейро; він містить мутацію E484K, але не мутації N501Y та K417T. Він розвивався незалежно в Ріо-де-Жанейро, не будучи безпосередньо пов'язаним з варіантом Гамма з Манауса. 
Відповідно до спрощеної схеми найменування, запропонованої Всесвітньою організацією охорони здоров’я, P.2 був позначений як «Зета-варіант» і вважався варіантом, що викликає інтерес (VOI), але не варіантом, що викликає занепокоєння. Другій хвилі в листопаді 2020 року передувало збільшення поширеності варіанту Zeta серед генетичних послідовностей зі штату Сан-Паулу, занесених до бази даних GISAID. Станом на липень 2021 року ВООЗ більше не розглядає Zeta як цікавий варіант.

## Мутації
У геномі зета-варіанта є 3 амінокислотні мутації: E484K, D614G і V1176F, всі з яких знаходяться в коді білка спайка вірусу. За даними Центрів з контролю та профілактики захворювань, F565L був виявлений в деяких послідовностях варіантів Zeta, але не у всіх.

Amino acid mutations of SARS-CoV-2 Zeta variant plotted on a genome map of SARS-CoV-2 with a focus on the spike.